# Shrek e vissero felici e contenti (videogioco)
Shrek e vissero felici e contenti (Shrek Forever After) è un videogioco d'azione pubblicato il 18 maggio 2010 dalla Activision ed ispirato all'omonimo film d'animazione. Il gioco è disponibile per PlayStation 3, Xbox 360, Nintendo DS, Windows, Wii e iOS.
Il giocatore ha la possibilità di scegliere fra quattro personaggi Shrek, Fiona, Ciuchino ed il Gatto con gli stivali, con cui muoversi attraverso vari livelli ispirati alle location del film.

## Trama
Shrek un giorno, stanco della sua solita vita con la moglie Fiona e i suoi tre orchetti e rimpiangendo i suoi giorni passati da "vero" orco, stringe un patto con l'astuto e malvagio nano Tremotino donandogli un giorno della sua vita in cambio di un giorno da orco.
Ma Shrek non capisce subito il trucco e si ritrova in un universo completamente ribaltato: il suo amico Ciuchino non lo riconosce, il Gatto con gli Stivali è obeso e la sua consorte è il leader di una banda di orchi che sta preparando un attacco contro il re di Molto Molto Lontano: Tremotino e il suo esercito di streghe!

## Doppiatori
Nessuno dei doppiatori della versione italiana dei film ha ripreso il proprio ruolo in questo gioco.
- Pietro Ubaldi: Shrek
- Paolo De Santis: Ciuchino
- Beatrice Caggiula: Fiona
- Leonardo Gajo  Gatto con gli stivali
- Marco Balzarotti: Tremotino
- Antonello Governale: Zenzy
- Claudio Ridolfo:  Pinocchio
- Luca Sandri: Tre porcellini, Specchio Magico